# Joseph Festetics de Tolna

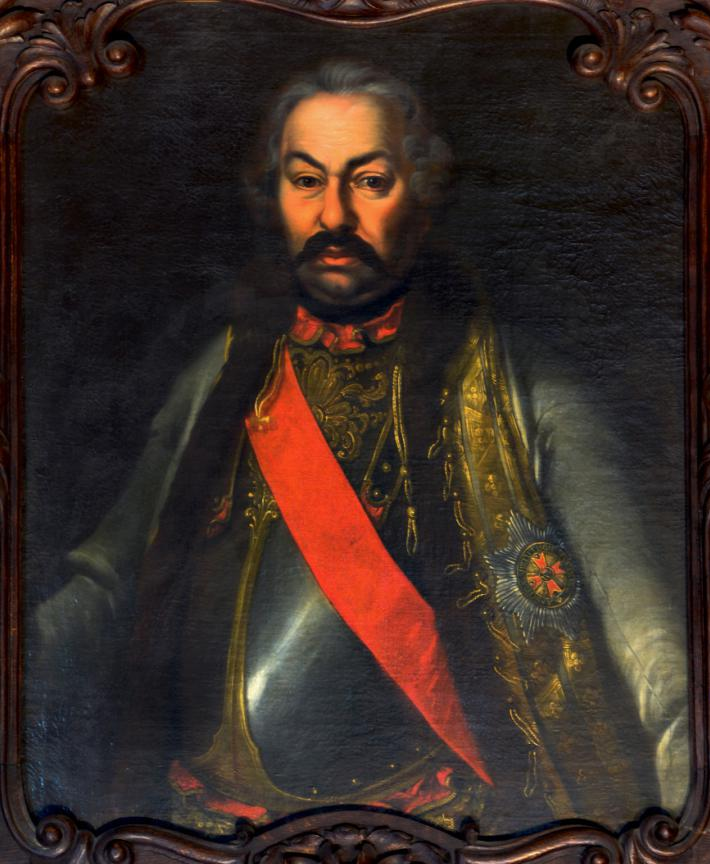
József Freiherr Festetics de Tolna

Joseph Festetics de Tolna (* 19. März 1694 in Paltavár, Komitat Eisenburg; † 4. Mai 1757 in Keszthely) war ein österreichischer General der Kavallerie in den Türkenkriegen an der Seite des Prinzen Eugen.

## Herkunft
Seine Eltern waren Paul (Pál) Festetics de Tolna (1640–1720) und dessen zweiter Ehefrau Erzsébet Fitter de Újhely († 1711).

## Leben
Im Alter von 16 Jahren trat er in Militärdienste ein. Im 6. Türkenkrieg kämpfte er 1716/17 mit Auszeichnung, 1737 war er Oberst und Kommandeur des Husaren-Regiments No. 3. Im 7. Türkenkrieg führte er am 19. Juli 1737 bei Palanka Bagna bei Novipassera, dem bedrängten Oberst Lentulus die notwendige Unterstützung zu, ohne welche die Verteidigung des Ortes unmöglich gewesen wäre. Nach der erfolgreichen Verteidigung von Semendria wurde er 1739 zum Generalmajor ernannt. Im österreichischen Erbfolgekrieg kämpfte er in Böhmen, wurde Feldmarschall-Lieutenant, Führer des Husaren-Regiments No. 3 und leitete 1742 mit Erfolg die Blockade von Prag, 1743 jene von Eger. Im Jahr 1754 wurde er zum General der Kavallerie ernannt und starb als solcher drei Jahre später im Alter von 63 Jahren.

## Familie
Festetics heiratete 1719 Erzsébet Horváth de Szentgyörgy (* 1705; † 27. Mai 1744). Das Paar hatte mehrere Kinder:
- Paul (* 11. November 1725; † 10. September 1782) (seit 5. November 1766 Graf Festetics de Tolna) ⚭ 1757 Freiin Kajetana von Stillfried und Rathenitz (* 15. Februar 1735; † 23. Juni 1819)
- Viktória
- Karl (1733–1771) (seit 5. November 1766 Graf Festetics de Tolna) ⚭ Gräfin Franciska Draskovich de Trakostyán